# GOOG-411
GOOG-411 ou Google Voice Local Search (de l'anglais signifiant littéralement « Google Recherche locale par la voix ») est un service téléphonique piloté par reconnaissance vocale, que Google a mis gratuitement à disposition de 2007 à 2010 en Amérique du Nord pour obtenir des renseignements de type pages jaunes (coordonnées de professionnels).

## Logo

Ancien logo
Logo actuel

## Histoire
Google a commencé à s'intéresser à la recherche par reconnaissance vocale plusieurs années avant le lancement de GOOG-411 : la société a ainsi déposé un brevet sur cette technologie en 2001, puis deux des inventeurs cités dans ce brevet ont cosigné un article sur le sujet en 2002.
GOOG-411 a été lancé en septembre 2007, après une période de test commencée sur Google Labs en avril 2007. Initialement disponible uniquement aux États-Unis, il a été étendu au Canada en mars 2008, avec quelques adaptations depuis l'anglais américain vers l'anglais canadien.
GOOG-411 a été fermé le 12 novembre 2010.
Faisant suite à Google SMS, c'est l'une des rares exceptions à la règle selon laquelle les services de Google sont délivrés par le biais d'un navigateur web.

## Fonctionnement
GOOG-411 est disponible à tous moments, depuis une ligne fixe ou mobile (certains fonctionnalités n'étant cependant disponibles que depuis une ligne mobile).
Le service, qui utilise un serveur vocal interactif, est entièrement automatisé. Les messages sont pré-enregistrés, et l'utilisateur fait ses choix grâce à un système de reconnaissance vocale (la langue reconnue étant l'anglais) ; à défaut, il peut aussi utiliser les touches de son clavier téléphonique, qui sont reconnues grâce aux codes DTMF (les textes étant saisis sur le principe de la frappe intuitive, à l'instar des SMS sur les téléphones mobiles). À aucun moment le dispositif ne propose la mise en relation avec des opérateurs humains, même en dernier recours pour les requêtes difficiles, contrairement aux autres services basés sur le même principe.
Après avoir composé le numéro et accédé au service, l'utilisateur commence par spécifier la ville sur laquelle porte sa recherche ; ceci peut se faire soit par le nom de la ville suivi de son État, soit par son code postal. En avril 2008, 10 000 villes américaines étaient couvertes.
L'utilisateur continue en indiquant le type de professionnel qu'il recherche, ou son nom exact s'il le connaît. Le service lui propose alors une liste de professionnels qui peuvent correspondre, chacun d'eux étant identifié par un numéro. Grâce à ce numéro, l'utilisateur peut sélectionner le professionnel qui lui convient pour être mis en relation avec lui ; il peut aussi se faire lire les détails correspondants (son adresse et son numéro de téléphone) en disant « details ».
Si l'utilisateur appelle depuis une ligne mobile, il a la possibilité, en disant « text message », de se faire envoyer un SMS qui contiendra ces informations. Depuis juin 2007, il peut aussi dire « map it! » s'il souhaite recevoir un SMS contenant un lien vers Google Maps pour localiser l'adresse sur une carte (sous réserve que son téléphone mobile puisse se connecter à Internet et soit équipé d'un navigateur). L'utilisateur n'a pas à saisir son numéro de mobile pour recevoir l'un de ces SMS, car il est identifié automatiquement.
Les informations sur les professionnels sont tirées de Google Maps.

## Numéro d'accès
Le service est accessible au numéro 1-800-466-4411, soit 1-800-GOOG-411 en suivant les lettres inscrites sur le clavier téléphonique. Il s'agit d'un moyen mnémotechnique, 1-800 étant le préfixe nord-américain des numéros gratuits, « GOOG » les premières lettres de « Google » (et son symbole boursier sur le marché du NASDAQ), et le 411 le numéro des renseignements dans le plan de numérotation nord-américain.
Certains observateurs font également remarquer que « 411 » correspond à « ALL » en écriture leet, « GOOG-411 » devenant alors « GOOG-ALL », ce qui se prononce comme « Google » en anglais.
Sur les plus récents modèles de téléphones sans fil commercialisés par Thomson sous la marque General Electric, une touche marquée « 411 » a été ajoutée au clavier ; elle a pour fonction de composer automatiquement le numéro de GOOG-411 lorsqu'elle est pressée,.
De même la V1 de BlueAnt, une oreillette Bluetooth qui permet de piloter un téléphone mobile par reconnaissance vocale, reconnaît l'instruction « Call GOOG-411 » (« appeler GOOG-411 »), à laquelle elle réagit en composant le numéro du service.

## Modèle économique
Le service est entièrement gratuit, et comme il ne contient aucune publicité (qui est habituellement la source de revenus dans les services fournis par Google), il ne génère aucune recette.
En fait, si Google trouve un intérêt à proposer ce service, c'est parce qu'il enregistre et conserve toutes les commandes vocales prononcées par les utilisateurs au cours des appels. Ceci permet de constituer une large base de données de phonèmes, grâce à laquelle les ingénieurs de Google pourront améliorer les techniques de reconnaissance vocale, et ainsi rendre possible l'indexation de la piste sonore des vidéos proposées sur Google Vidéos, son site d'hébergement de vidéo.
Selon Tim O'Reilly, personnalité de l'informatique, ceci illustre l'un des grands principes qui selon lui se dégagent du Web 2.0 : la prédominance de l'exploitation des données par rapport au contrôle des outils.

## Promotion

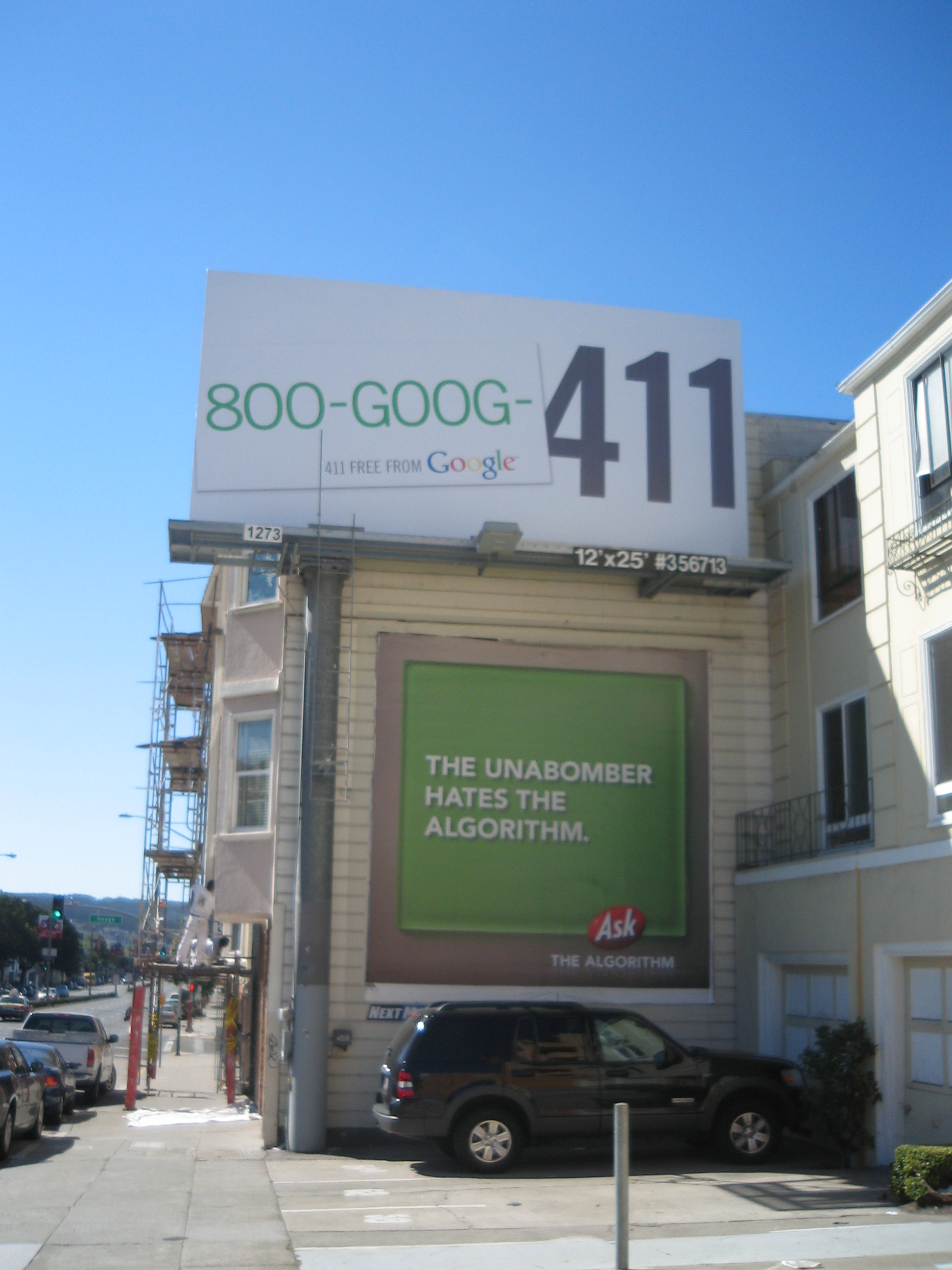
Panneau d'affichage sur Lombard Street à San Francisco, en octobre 2007.

Une vidéo faisant la promotion du service a été réalisée et mise en ligne le 16 septembre 2007 sur YouTube, un site d'hébergement de vidéo racheté par Google. Elle met en scène, de manière ludique et depuis le Googleplex, l'un des membres de l'équipe, Brian Strope, qui présente le service et ses fonctionnalités, en l'utilisant pour commander une pizza. Celui-ci propose ensuite aux internautes de deviner lequel, parmi ses collègues, se cache derrière la voix du service : Mike Schuster, Françoise Beaufays, Jonathan Matus, Bill Byrne ou Mike Cohen. Les visiteurs étaient invités à utiliser les commentaires de la vidéo YouTube pour déposer leur opinion sur la question.
Google a également fait appel à une campagne d'affichage.

## Concurrence
Aux États-Unis, il existe d'autres services de renseignements téléphoniques gratuits basés sur la reconnaissance vocale :
- 1-800-555-TELL : Tellme, racheté par Microsoft et devenu une filiale de la firme à la même époque que le lancement de GOOG-411[20] ;
- 1-800-CALL-411 : Live Search 411, faisant partie de l'ensemble de services Windows Live de Microsoft ;
- 1-800-THE-INFO : 800 The Info, opéré par Verizon Communications ;
- 1-800-FREE-411 : Free 411 ;
- 1-800-CALL-DEX : Tell Dex ;
- 1-800-YELLOW-P : 1-800-YellowPages d'AT&T ;

ainsi que d'autres n'utilisant pas la reconnaissance vocale mais faisant appel à des opérateurs humains :
- 1-800-INFO-FAS : 1-800-Info-Fast ;
- 1-800-411-SAVE.

Cependant, contrairement à GOOG-411, ces concurrents sont le plus souvent financés par la diffusion de publicités pendant l'appel, et certains ne se limitent pas aux pages jaunes, en proposant également de chercher les coordonnées de particuliers.

## Autres utilisations
Un professeur d'anglais a présenté ce service comme pouvant aider les personnes apprenant l'anglais à améliorer leur prononciation, s'il est utilisé efficacement.
Google a réutilisé le moteur de reconnaissance vocale développé pour GOOG-411 dans un dispositif permettant de faire des recherches par la voix dans Google Maps sur BlackBerry.